# 이시카와 다이치
이시카와 다이치(일본어: 石川 大地, 1996년 2월 22일~)는 일본의 축구 선수이다.

## 구단 경력
그는 2018년 J2리그의 FC 기후에 입단했다. 2019년 7월 J3리그의 아술 클라로 누마즈로 임대 이적했다. 2020년 J3리그의 FC 기후로 복귀했다. 2021년부터 2022년까지 J3리그의 가이나레 돗토리에서 뛰었다. 2023년 J2리그의 로아소 구마모토로 이적했다. 2025년 제프 유나이티드 지바로 이적했다.